# Петра (Грузия)
Пе́тра (греч. Πέτρα) — византийская крепость, хорошо сохранившиеся развалины которой находятся на территории села Цихисдзири Кобулетского муниципалитета. Согласно другой точке зрения, Петра располагалась на территории современной Турции, возле порта Хопа, что, однако, противоречит данным Прокопия Кесарийского.
Согласно Прокопию Кесарийскому, крепость Петра в Лазике на месте существовавшего ранее «ничтожного поселения» у Понта Эвксинского была основана императором Юстинианом. В необходимости основания здесь крепости императора убедил полководец Иоанн Цив, «человек неизвестного и низкого происхождения, поднявшегося до звания стратига только потому, что был самым негодным из всех людей и самым способным в изыскании средств для незаконного приобретения денег». Используя эту крепость, Цив грабил имущество лазов.
Хорошо укреплённый город после длительной осады был захвачен персами под командованием Хосрова I. В крепости был оставлен гарнизон, а сама она была укреплена персами. В 549 Юстиниан отправил войско в 7000 человек под командованием Дагисфея и 1000 цанов. Армия встала лагерем возле Петры и приступила к осаде. Проводимая неумело и нерешительно, осада завершилась полным провалом.
После повторной осады и взятия крепости в 551 году византийцы сами разрушили её стены, «чтобы варвары, вторично придя сюда, не могли совершить какого-либо коварства».
В ходе раскопок 1961—1962 годов на территории акрополя Петры были обнаружены остатки двух раннесредневековых сооружений, базилики и бани, входивших в единый архитектурный ансамбль, окружавший с трёх сторон небольшую треугольную площадь. Остатки бани частично находятся под возникшими в более позднее время стенами. У бани, имеющей типичную для позднеантичных бань архитектуру, сохранился портик.
В Петре в период с первой половины VI века по X век находилась епископская кафедра.
В сталинское время рядом с крепостью построили Лимонарий - большую оранжерею для лимонов (заброшена).